# Hamburg-Stellingen
Stellingen is een stadsdeel in het district Eimsbüttel van de Duitse stad Hamburg. Langenfelde maakt ook deel uit van het stadsdeel Stellingen.

## Geschiedenis
De naam Stellingen is vermoedelijk afgeleid van de oude Germaanse naam Stallo, de man die het dorp gesticht zou hebben. Volgens een andere interpretatie gaat de naam terug op de Oost-Friese naam voor een rechtbankstoel.
Vondsten uit de Steentijd in 1937 - een schoffel van rendiergewei en verschillende scherven van urnen van begraafplaatsen uit de ijzertijd - wijzen op een vroege nederzetting in het huidige Stellingen.
Stellingen werd pas in 1347 in de kerkregisters van Eppendorf voor het eerst in een document vermeld. In 1460 verzaakte het Graafschap Pinneberg aan de Holsteinse aanspraken. Stellingen werd vanaf 1640 Deens en leed onder de Dertigjarige Oorlog (1618-1648) en de latere oorlogen van Denemarken. Vanaf de jaren 1730 bestuurden leden van de familie Kölln de plaats als landvoogden. Zij hadden hun residentie op de boerderij "Vogthufe" in de huidige Vogt-Kölln-Straße. In 1777 vestigde de Deense koning Christiaan VII een douanepost in Stellingen, aan de huidige Kieler Straße. Op dat moment werd ook Langenfelde voor het eerst genoemd. De Kieler Straße werd uitgebouwd tot steenweg van 1830 tot 1832. Stellingen kreeg zijn eerste voltijdse burgemeester in 1882: Joachim Wördemann, naar wie de Wördemanns Weg is vernoemd. Als gevolg van de Duits-Deense oorlog in 1864 en de Duitse Oorlog twee jaar later viel Stellingen aan Pruisen, namelijk in 1867.
Een belangrijke inkomstenbron voor de boeren van Stellingen was destijds de melk- en boterhandel. De "Bodderbuern" (boterboeren) trokken met hun huifkarren door het land en ruilden hun zuivelproducten voor gevogelte, ham en worst. De vrouwelijke familieleden verkochten hun zuivelproducten in de steden Hamburg en Altona.
In 1875 gaf de gemeenteraad, voor het eerst gekozen op basis van de wetten van Sleeswijk-Holstein, zijn goedkeuring voor de bouw van een tramlijn die Stellingen langs de Kieler Straße moest verbinden met Altona enerzijds en Eidelstedt anderzijds.
In 1907 opende het beroemde Hagenbecks Tierpark. In 1921 begon de bouw van de tuinstad Langenfelde op de terreinen van een voormalige steenbakkerij.
De bestuurlijke zelfstandigheid van Stellingen eindigde in 1927 met de opname van Stellingen-Langenfelde in de stad Altona, die in 1937 in het kader van de Groot-Hamburgwet zelf werd opgenomen in de stadstaat Hamburg. De Tweede Wereldoorlog trof Stellingen hard: Alleen al in Langenfelde werd 38 procent van de gebouwen verwoest.
Stellingen maakt sinds 1951 deel uit van het Hamburgse district Eimsbüttel.

## Statistieken
- Minderjarigen: 14,8 % [Hamburg gemiddelde: 16,6 % (2020)][3]
- 64-plussers: 18,5 % [Hamburg gemiddelde: 18,0 % (2020)][4]
- Buitenlanders: 19,8 % [Hamburg gemiddelde: 17,7 % (2020)][5]
- Werklozen: 6,2 % [Hamburg gemiddelde: 6,4 % (2020)][6]

Het gemiddelde jaarinkomen per belastingplichtige in 2013 was in Stellingen 32.600 euro, het Hamburgse gemiddelde was 39.054 euro.

## Cultuur en bezienswaardigheden

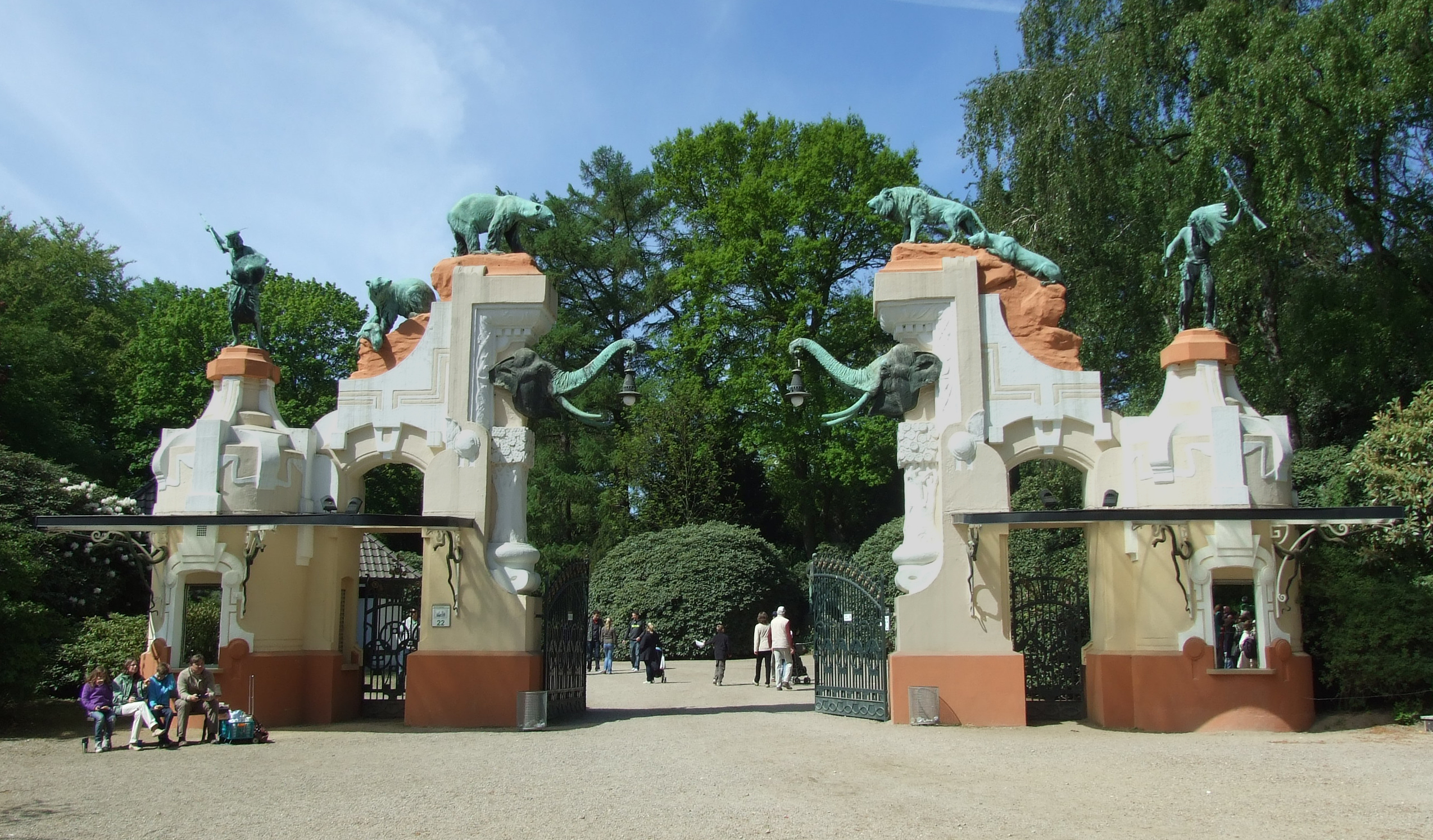
Voormalig toegangsportaal van Hagenbecks Tierpark

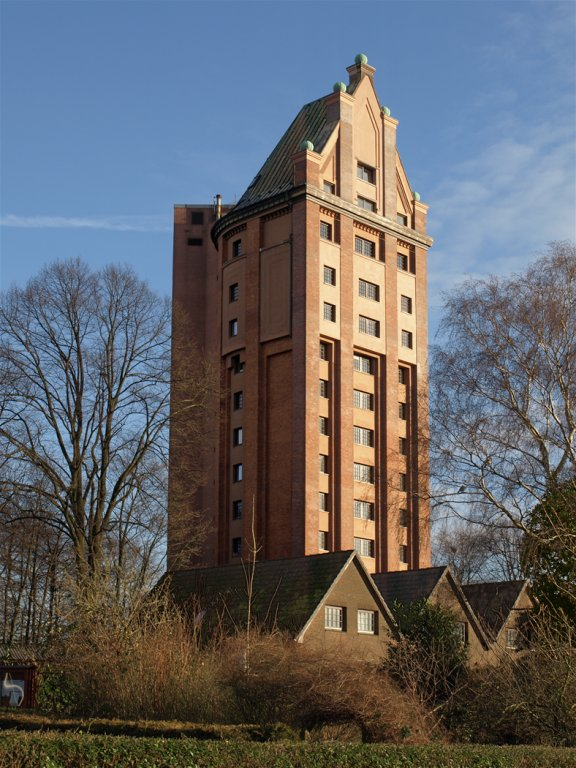
Watertoren van Stellingen

### Dierentuin en andere parken
De dierentuin "Hagenbecks Tierpark" is tot ver buiten de stadsgrenzen bekend. Zijn als monument geklasseerde poort is echter niet langer de ingang. De nieuwe ingang bevindt zich in de directe omgeving van de halte Hagenbecks Tierpark op de U2-lijn van de metro van Hamburg, die niet meer in Stellingen, maar in Hamburg-Lokstedt ligt.
Noordelijk van de dierentuin ligt wat bekend staat als "Stellings Zwitserland", of beter gezegd, de "Stellinger Feldmark", een heuvelachtig gebied met landelijk karakter dat door het waterleidingbedrijf van Hamburg voor drinkwaterwinning wordt gebruikt.
De weilanden bij de sporthal Wolfgang Meyer en het dierenpark worden "Eimsbüttler Stadtpark" genoemd.

### Gebouwen
- Het architectonisch interessante voormalige stadhuis uit 1912.
- De watertoren uit 1912 - omgebouwd tot woongebouw.
- Een Russisch-orthodoxe kerk gewijd aan St. Procopius.
- De Fazle Omar-moskee werd op 22 juni 1957 geopend in de Wieckstraße. Het is de op een na oudste moskee van Duitsland en de eerste moskee die na de Tweede Wereldoorlog is gebouwd.
- Een opvallende schaatstent van Jörg Schlaich.

### Begraafplaats
Het Stellinger Friedhof behoort tot de Evangelisch-Lutherse parochie van Stellingen en is gelegen op de hoek van Molkenbuhrstraße en Johann-Wenth-Straße. Overledenen van alle religies kunnen er worden begraven, ongeacht hun woonplaats.

## Economie en infrastructuur

### Verkeer

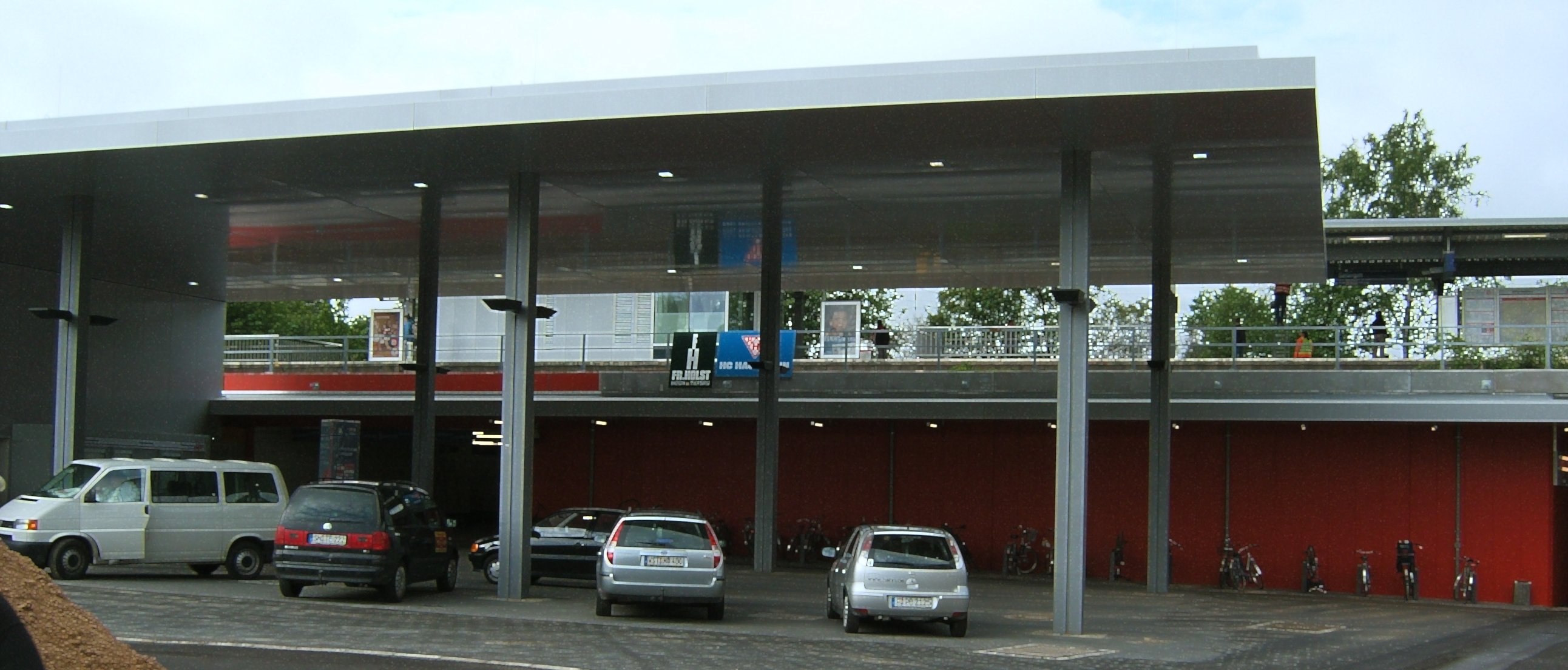
S-Bahnhalte Stellingen

De S-Bahn- stations Hamburg-Eidelstedt, Hamburg-Stellingen en Hamburg-Langenfelde op de lijnen S21 en S3 bevinden zich langs de spoorlijn Hamburg-Altona – Kiel. De eerste twee werden herbouwd voor het WK 2006, toen enkele wedstrijden in het Volksparkstadion van het naburige Bahrenfeld werden gespeeld. Bovendien ligt er een station Hamburg-Stellingen, dat alleen voor rangeren en andere operationele doeleinden wordt gebruikt, aan de spoorlijn Hamburg-Altona-Neumünster.
Direct voorbij de grens met Lokstedt ligt het metrostation Hagenbecks Tierpark op de metrolijn U2.
De Bundesstraßen B4 en B5 splitsen af van de autoweg A7 bij het knooppunt Hamburg-Stellingen. De kruising van de Kieler Straße met de Sportplatzring is één van de drukste knooppunten in Hamburg.

### Onderwijs

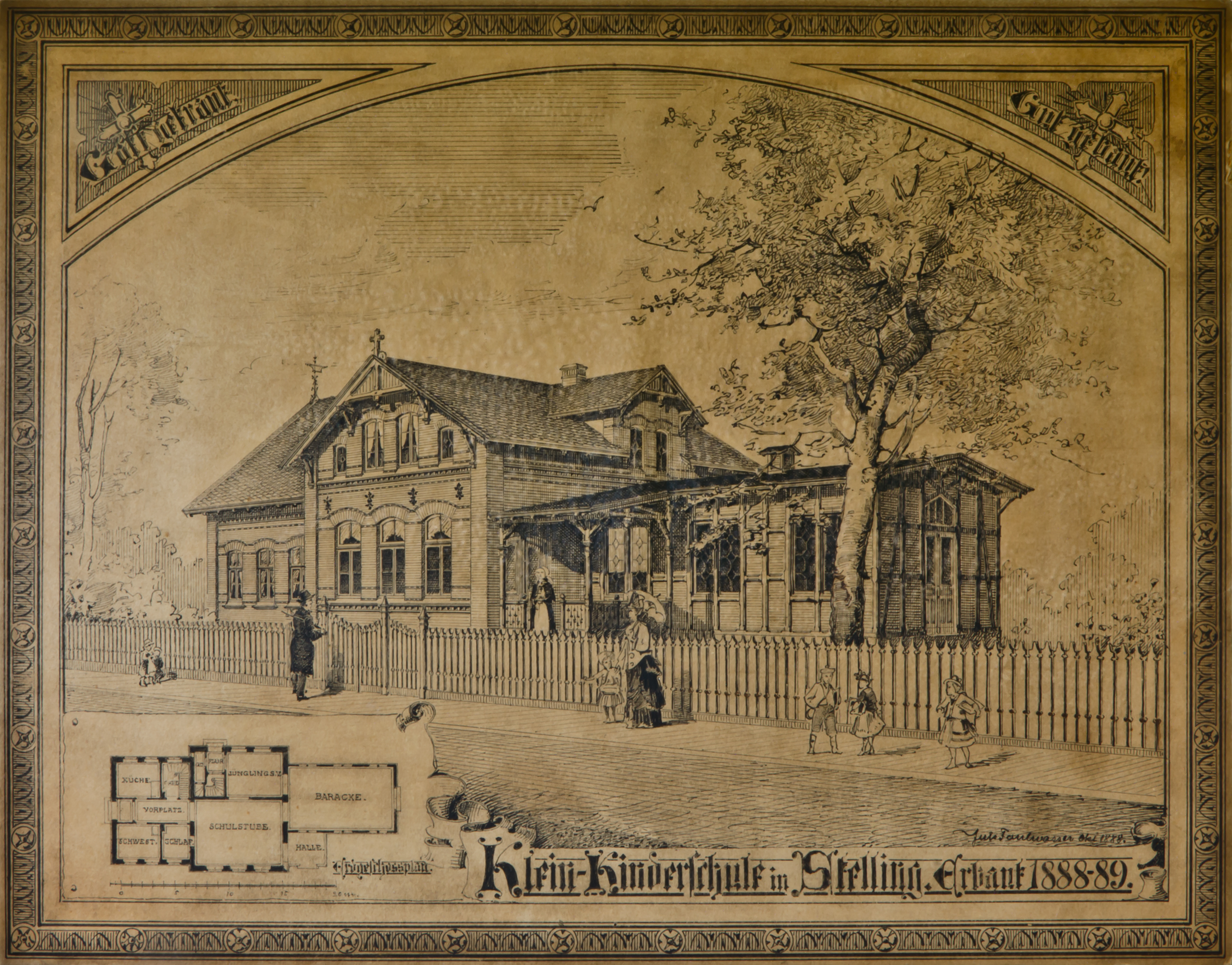
Peuterschool in Stellingen 1889

Stellingen heeft basisscholen aan de Brehmweg, de Molkenbuhrstraße en de Wegenkamp. Middelbare scholen zijn de districtsschool Stellingen aan de Sportplatzring en het Albrecht-Thaer-Gymnasium.
De informatica-afdeling van de Universiteit van Hamburg bevindt zich aan de Vogt-Kölln-Straße.
Aan de Wördemannsweg zijn zowel de Protestantse Hogeschool voor Sociale Pedagogiek als de Berufsschule (Vakschool) voor Sociaalpedagogische Hulp gevestigd.

## Persoonlijkheden

### Geboren in Stellingen
- Olli Schulz (1973-), singer-songwriter, acteur en presentator
- Michael Wilhelm Hillmer (1811-1871), azijnfabrikant en lid van het Hamburgse parlement
- Wilhelm Laage (1868-1930), schilder en houtsnijder
- Hans Henny Jahnn (1894-1959), schrijver, politiek publicist, orgelbouwer en muziekuitgever
- John Wittorf (1894-1981), communistisch politicus

### Geassocieerd met Stellingen
- Carl Hagenbeck (1844-1913), dierenhandelaar, organisator van Völkerschauen en dierentuindirecteur, opende in 1907 de dierentuin Hagenbecks Tierpark in Stellingen
- Hugo Haase (1857-1933), carrouselbouwer, opende in 1914 een pretpark in Stellingen
- Kurt Bauer (1904-1982), beeldhouwer
- Burchard Bösche (1946-2019), advocaat, vakbondsman en auteur van boeken over coöperaties